# Écailles des reptiles
La peau des squamates est recouverte d'écailles tandis que celle des tortues et des crocodiliens est recouverte de scutelles. Ces animaux étaient autrefois regroupés sous l'appellation « reptiles ».

## Chez les squamates

### Chez les lézards

Schéma de la face supérieure de la tête chez Timon lepidus.
a : Plaque occipitale
b : Plaque pariétale
c : Plaque interpariétale
d : Plaque fronto-pariétale
e : Plaque frontale
f : Plaque palpébrale postérieure
g : Plaque palpébrale antérieure
h : Plaque fronto-nasale
i : Plaque internasale
j : Plaque nasale
k : Plaque rostrale
m : Méat auditif

Les écailles des lézards peuvent avoir des formes variées allant du tubercule à la plaque plus ou moins plate. Les écailles en forme de plaque peuvent être imbriquées ou non et carénées (c'est-à-dire présentant une ou plusieurs lignes en relief parallèles à l'axe du corps) ou non. Les écailles, dont la surface est composée d'une corne de kératine, peuvent avoir une partie inférieure ossifiée appelée ostéoderme. Un saurien peut présenter différentes formes d'écailles sur différentes parties de son corps. Cela permet notamment de faire la différence entre plusieurs espèces.

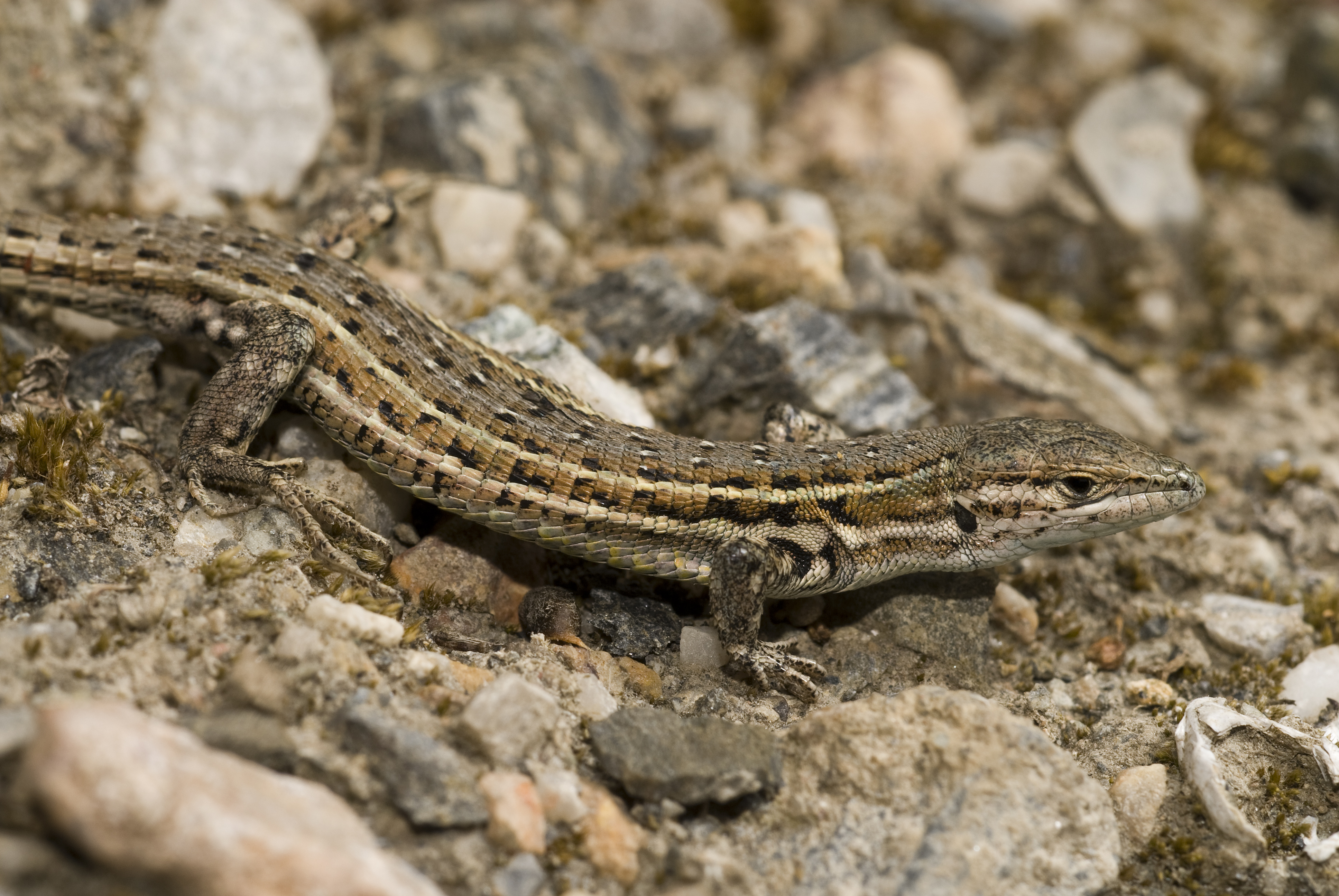
Psammodromus hispanicus a des écailles dorsales fortement carénées.
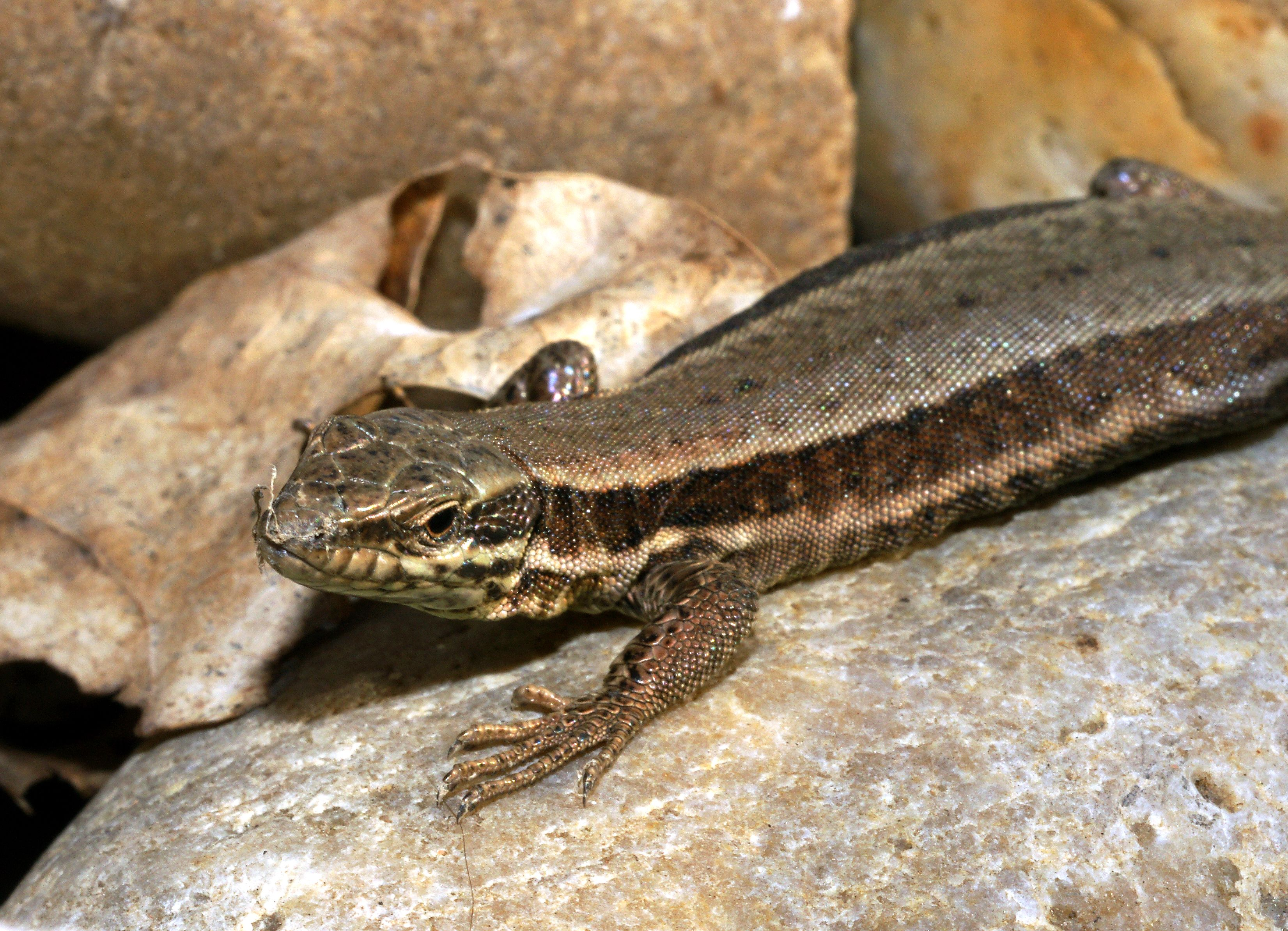
Au contraire, les écailles de Podarcis muralis ne sont pas carénées.
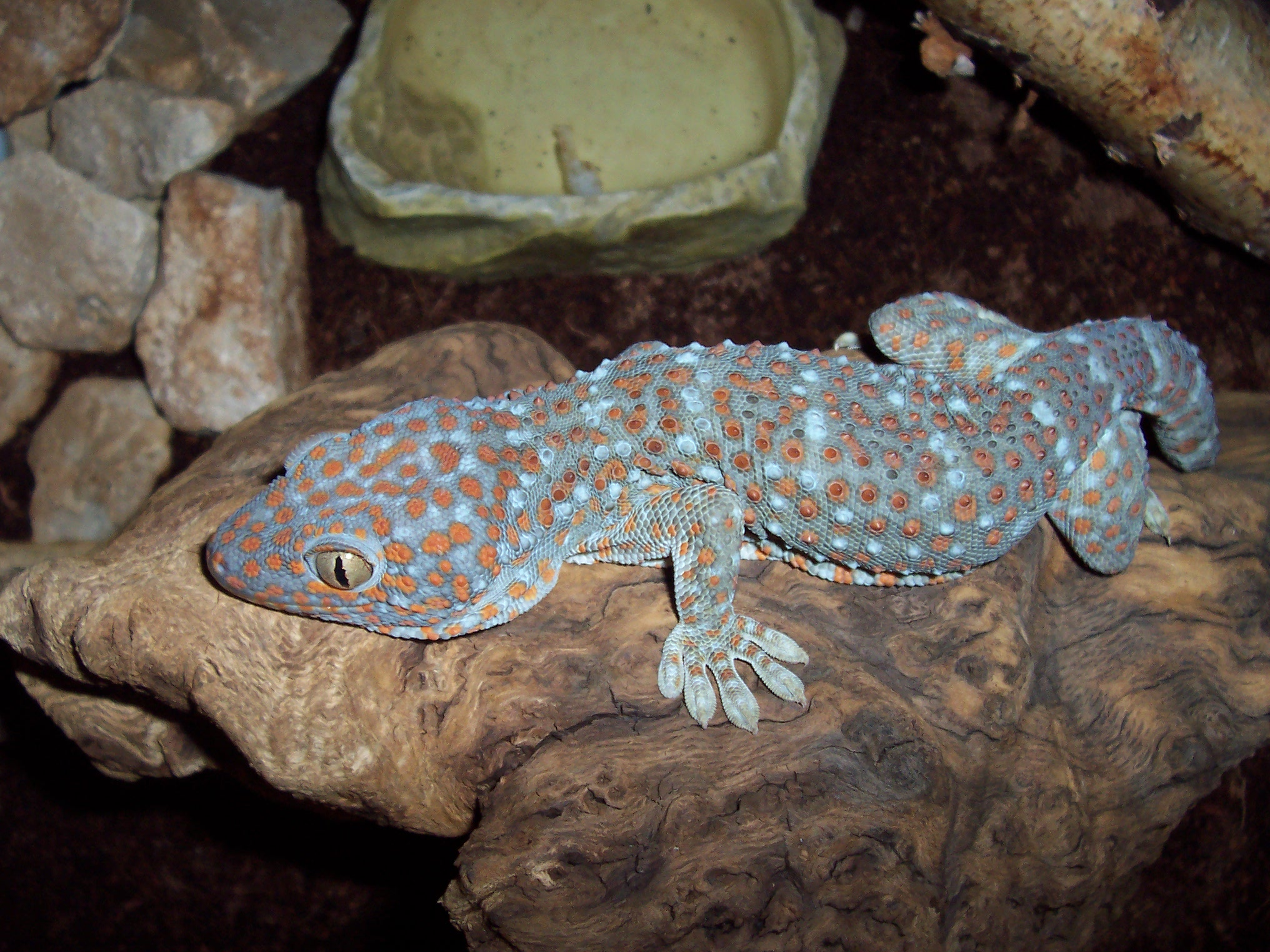
Gekko gecko présente des écailles dorsales en forme de tubercules.

### Chez les serpents

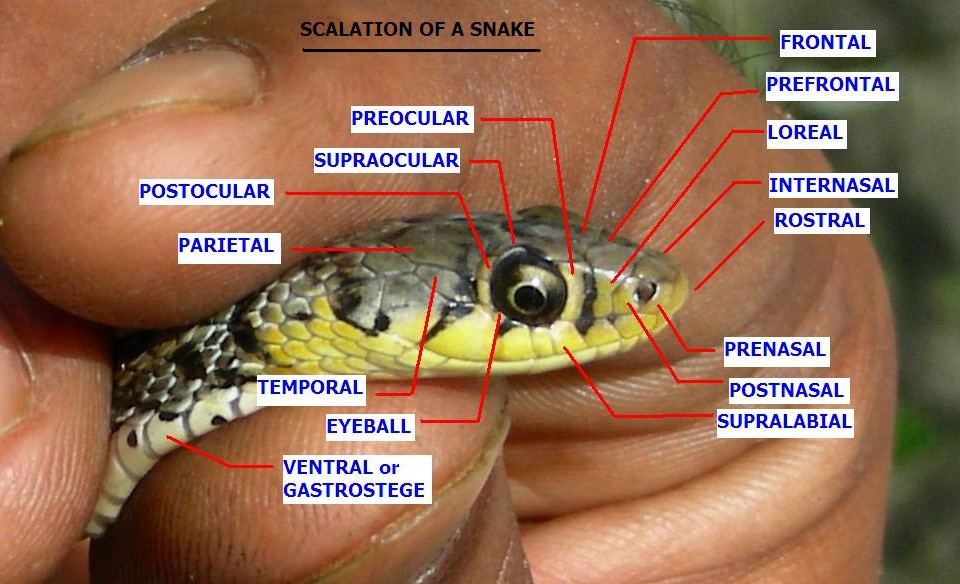
Détails des écailles céphaliques chez Amphiesma stolatum

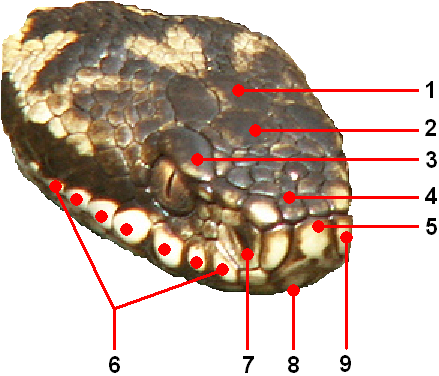
Détails des écailles de la tête chez Vipera berus :
1 = Pariétale
2 = Frontale
3 = Supraoculaire
4 = Internasale
5 = Rostrale
6 = Supralabiale
7 = Nasale
8 = Mentale
9 = Prénasale

Les serpents sont entièrement recouverts d'écailles de formes et de tailles variables. Elles confèrent une protection mécanique au corps et lui permettent de retenir l'humidité. Le nombre et la forme des écailles sur la tête (écailles céphaliques), le dos (écailles dorsales lisses ou carénées) et le ventre (écailles ventrales) caractérisent les familles, genres et espèces. Chez les Caenophidia, les écailles ventrales et les rangées d'écailles dorsales correspondent aux vertèbres, ce qui permet de compter ces dernières sans avoir à disséquer l'animal.

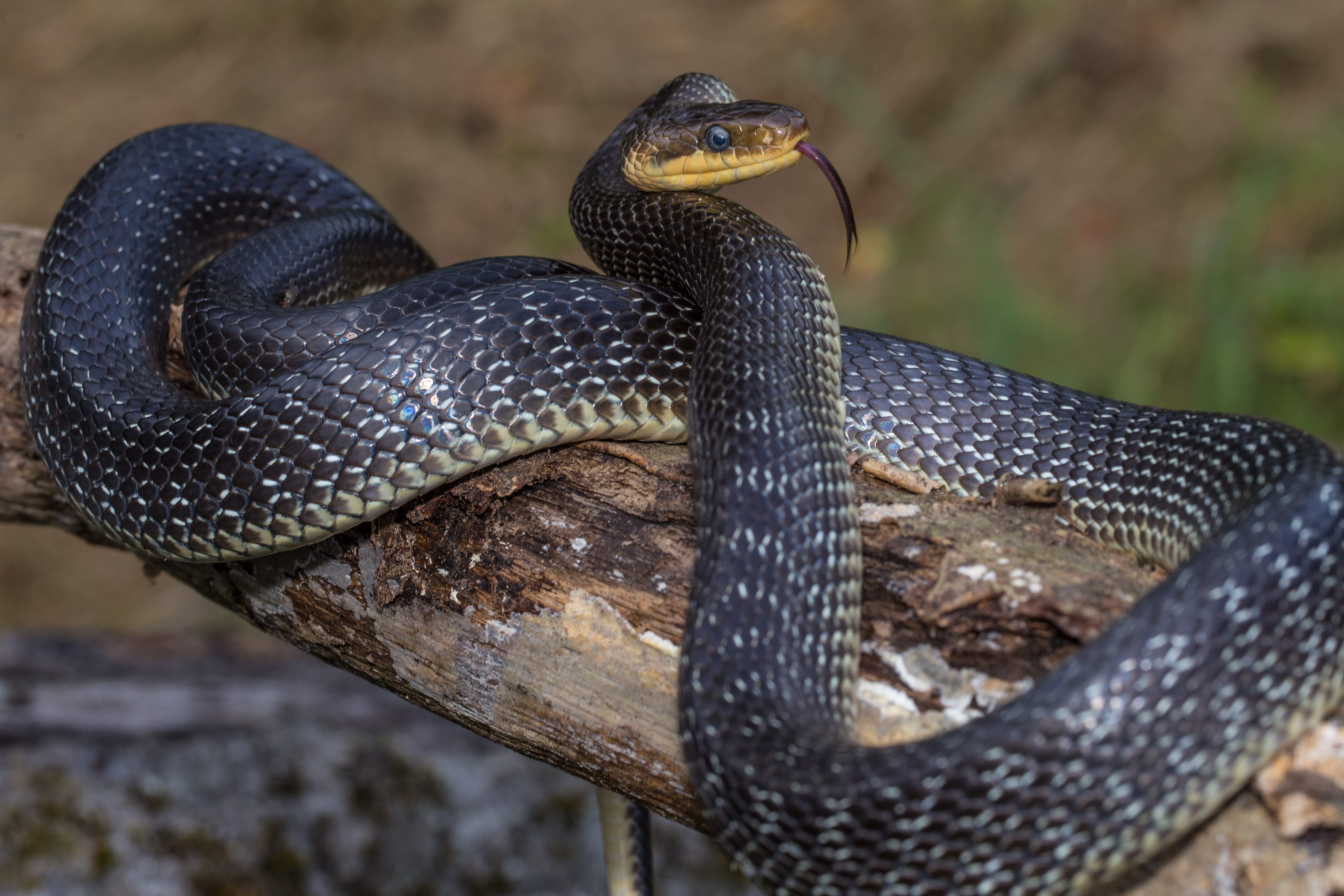
Écailles lisses et convexes de la couleuvre d'Esculape.
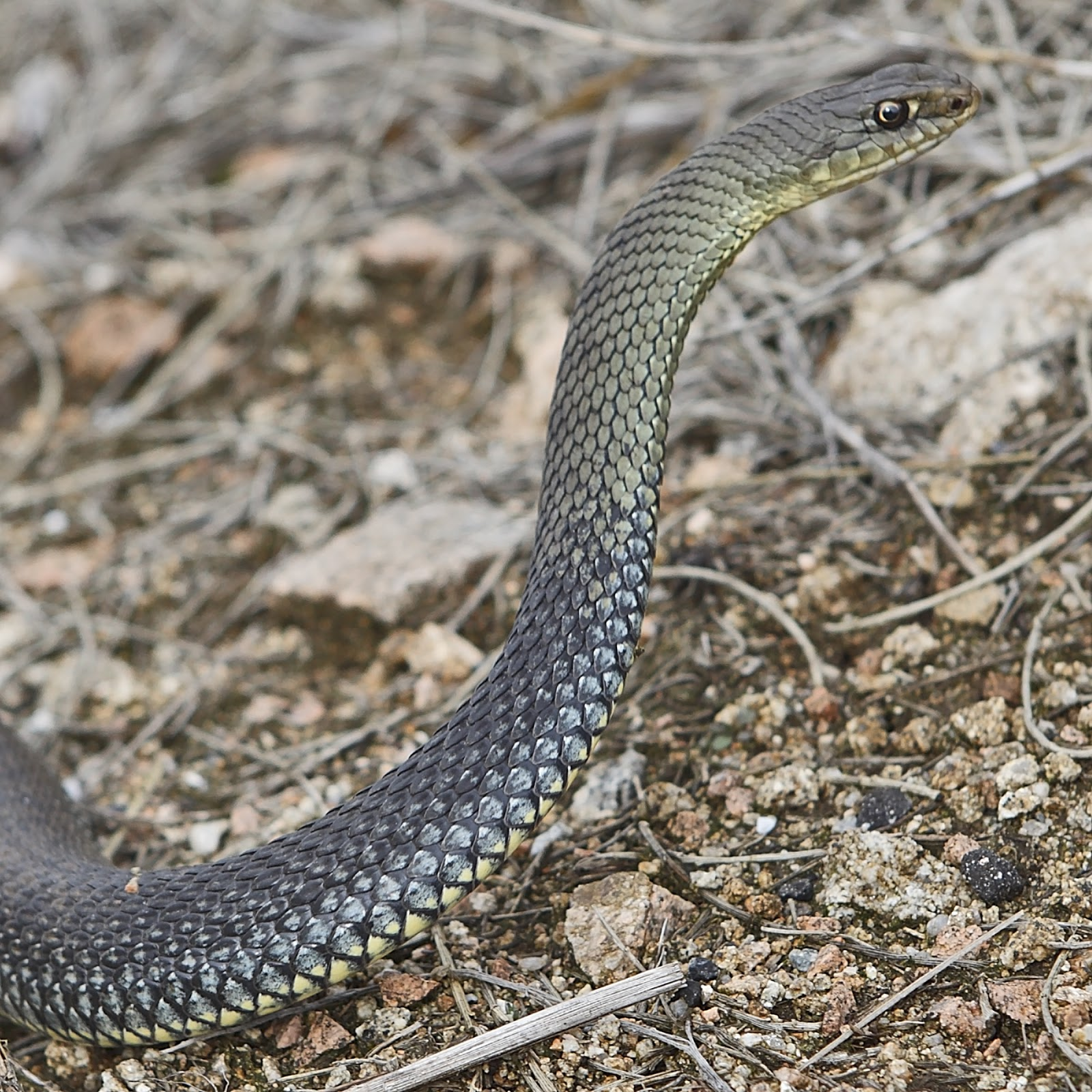
Écailles lisses et concaves de la couleuvre de Montpellier.
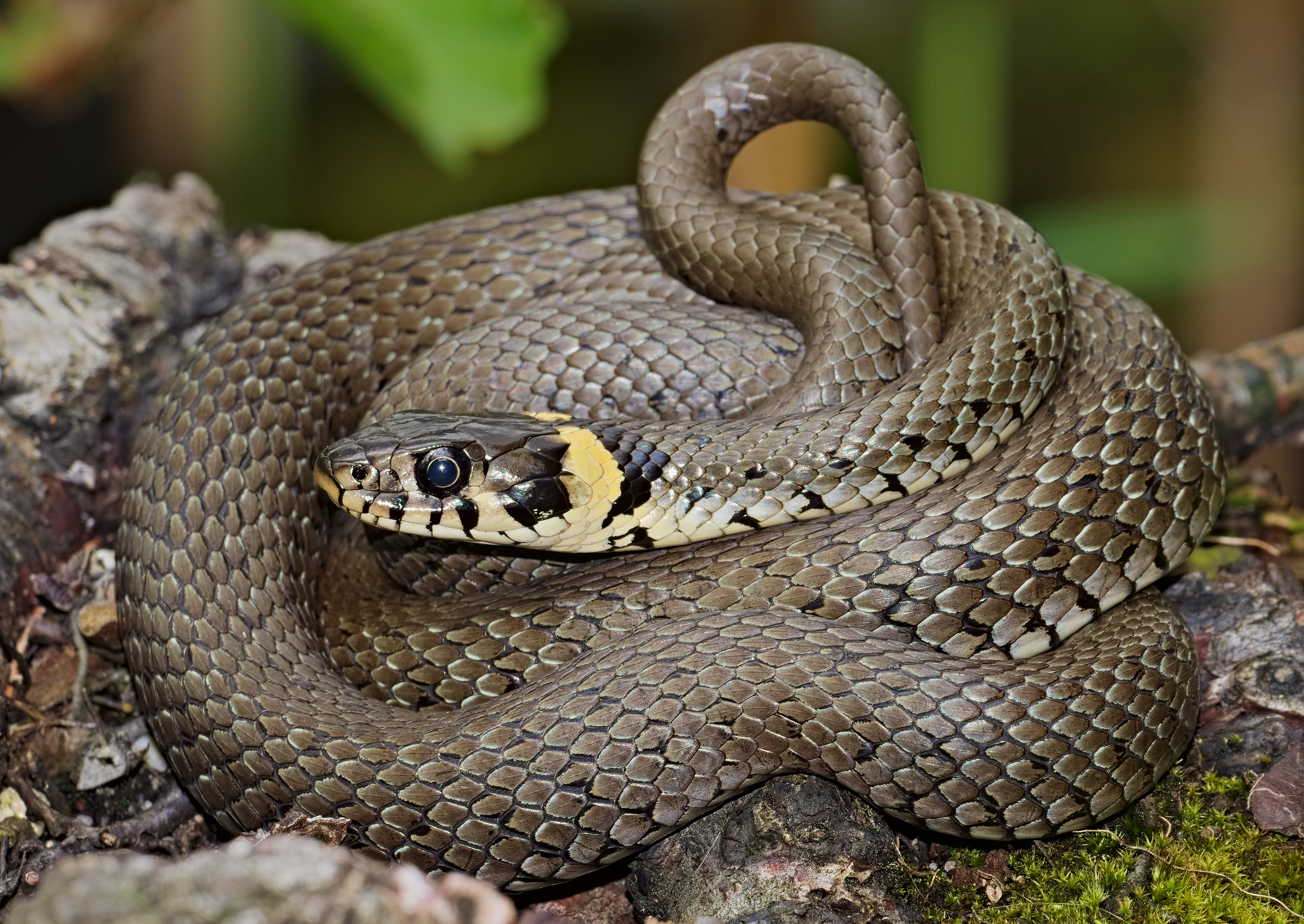
Écailles dorsales carénées chez la couleuvre à collier.

## Scutelles

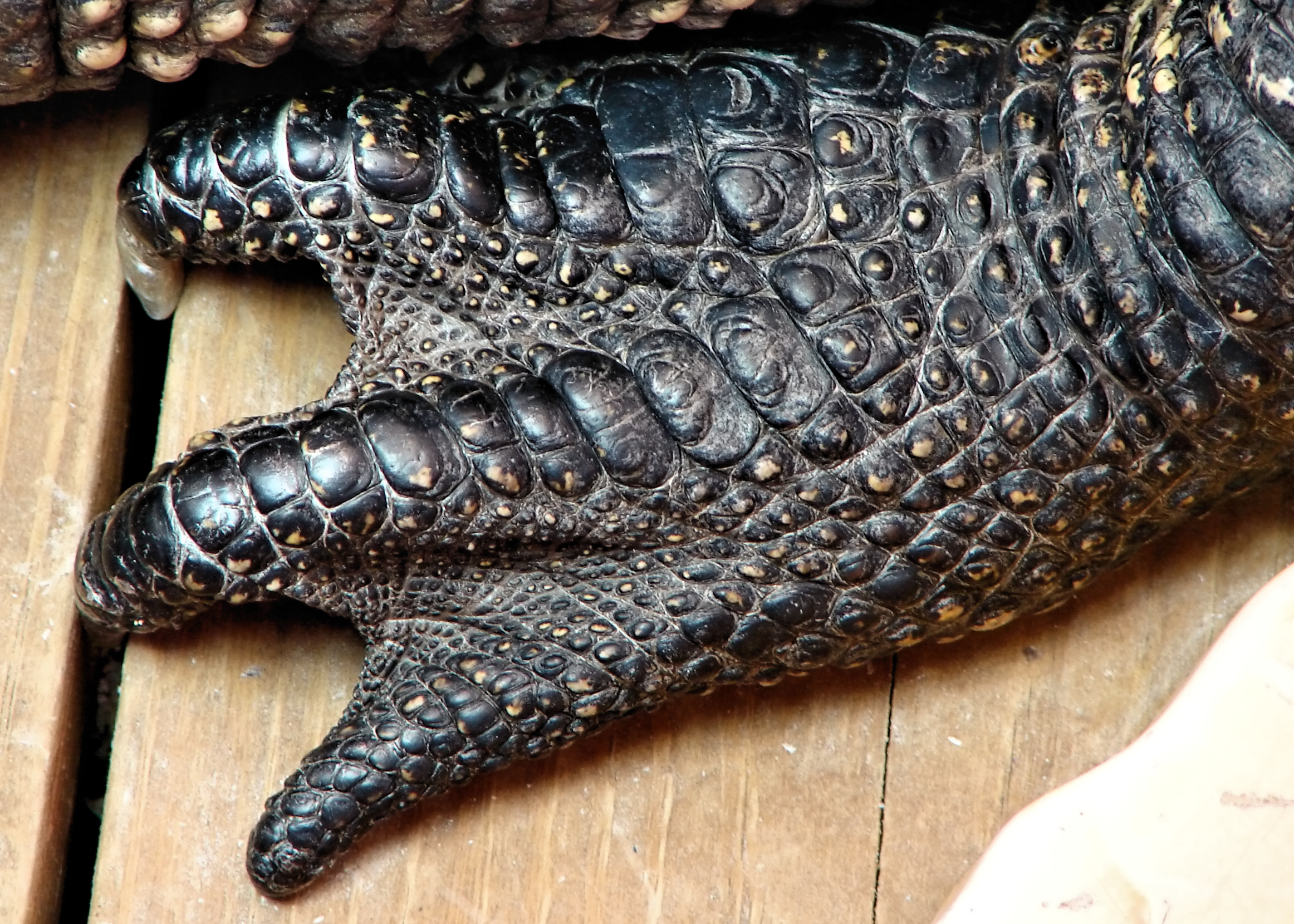
Scutelles sur la patte d'un alligator.

Les écailles des crocodiliens et des tortues sont formées par le derme et non l'épiderme comme chez les squamates. Ainsi, il ne s'agit pas exactement du même type de structure ; on les appelle scutelles. Les scutelles existent aussi chez les oiseaux (sur les pattes) et chez certains mammifères ; il s'agit sans doute d'une forme d'écaille plus primitive que celle des squamates.